# Equal-salary
 (août 2012).
Equal-salary est un certificat créé par Véronique Goy Veenhuys à l’intention des entreprises suisses ayant fourni la preuve qu’elles pratiquent l’égalité salariale entre femmes et hommes. Il est décerné par la Fondation equal-salary à Vevey. Ce certificat doit améliorer l’attractivité de l’entreprise sur le marché du travail, augmenter la satisfaction de son personnel en matière de rémunération et consolider l’image globale de l’entreprise.

## Vision et mission
Equal-salary a été développé en Suisse avec le soutien du Bureau fédéral de l’égalité entre femmes et hommes (aides financières prévues par la loi sur l’égalité). Le but est de mettre en place une procédure permettant à toute entreprise de démontrer, sans pour autant devoir rendre publiques des données confidentielles, qu’elle applique une politique salariale non discriminatoire à l’égard des sexes. 
La méthode consiste à effectuer une analyse statistique des salaires. Au moyen d’équations salariales (analyses de régression), on établit l’influence sur le salaire de divers facteurs explicatifs tels que le niveau de formation, l’expérience professionnelle, l’ancienneté, de facteurs liés au poste ainsi que d’autres éléments jugés importants par l’entreprise. Lorsque seuls de tels facteurs objectifs, non discriminatoires, expliquent les écarts de salaires entre des personnes de sexe différent, l’égalité salariale est considérée comme respectée. 

## Procédure de certification
Toutes les entreprises et organisations publiques et privées peuvent prétendre au label equal-salary. La procédure est conduite par une instance de certification (actuellement la SGS, Société Générale de Surveillance SA). Elle comporte deux étapes: En premier lieu l’évaluation statistique des données salariales, effectuée à l’Observatoire universitaire de l’emploi (OUE) de l’Université de Genève; en second lieu un audit, réalisé dans l’entreprise même, ainsi qu’un sondage par écrit des collaboratrices et collaborateurs, dans le but d’établir si l’égalité salariale est bel et bien mise en pratique. Lorsque des problèmes sont dépistés au cours de ces deux étapes, l’entreprise est invitée à les résoudre.
Si les deux étapes ont été franchies avec succès, l’entreprise obtient le label equal-salary pour une durée de trois ans. Elle devra se soumettre à deux audits de contrôle pendant cette période.